# SMS Von der Tann
O SMS Von der Tann foi o primeiro cruzador de batalha operado pela Marinha Imperial Alemã. Sua construção começou em março de 1908 nos estaleiros da Blohm & Voss e foi lançado ao mar em março do ano seguinte, sendo comissionado em setembro de 1910. Projetado em resposta aos cruzadores de batalha britânicos da Classe Invincible, era armado com uma bateria principal composta por oito canhões de 283 milímetros montados em quatro torres de artilharia duplas, tinha um deslocamento carregado de mais de 21 mil toneladas e alcançava uma velocidade máxima de 24 nós.
O Von der Tann serviu na Frota de Alto-Mar e teve um início de carreira tranquilo que envolveu principalmente exercícios de rotina e cruzeiros de treinamento para portos estrangeiros. Fez em 1911 uma grande viagem diplomática para a América do Sul. A Primeira Guerra Mundial começou em 1914 e o navio foi usado em várias incursões contra o litoral britânico durante os primeiros dois anos de conflito. Esteve presente em 1916 na Batalha da Jutlândia, quando afundou o cruzador de batalha britânico HMS Indefatigable, mas também foi seriamente danificado por acertos inimigos.
O navio foi rapidamente reparado e voltou ao serviço, porém pouco fez pelo restante do conflito e nunca mais entrou em combate, passando os últimos anos da guerra realizando incursões infrutíferas no Mar do Norte com o objetivo de atrair uma parte isolada da Grande Frota britânica. A Alemanha foi derrotada em novembro de 1918 e o Von der Tann foi internado no mesmo mês na base britânica de Scapa Flow. Ele permaneceu no local até 21 de junho de 1919, quando foi deliberadamente afundado por sua tripulação. Seus destroços foram reflutuados em 1930 e desmontados.

## Desenvolvimento
O cruzador blindado SMS Blücher foi o cruzador grande do orçamento de 1906 da Marinha Imperial Alemã e era uma melhora incremental sobre seus predecessores, sendo armado com doze canhões de 210 milímetros. Entretanto, os novos cruzadores de batalha britânicos da Classe Invincible eram muito superiores aos cruzadores blindados contemporâneos, sendo armados com oito canhões de 305 milímetros. Consequentemente, um projeto novo seria necessário para 1907 a fim de fazer frente aos navios britânicos. Os trabalhos no chamado "Cruzador F" começaram em agosto de 1906, com os requerimentos básicos sendo para oito canhões de 283 milímetros e bateria secundária de oito canhões de 149 milímetros, mais uma velocidade máxima de 23 nós (43 quilômetros por hora). Dentre os projetos preliminares estavam opções para colocar a bateria secundária em casamatas ou em quatro torres de artilharia duplas. O Escritório de Construção, sob a direção do vice-almirante Rudolf von Eickstedt, apresentou uma outra proposta com seis canhões principais e uma bateria secundária de armas de 170 milímetros.
Oficiais de alta patente da Marinha Imperial discordavam sobre qual papel o novo navio deveria desempenhar. O almirante Alfred von Tirpitz, o Secretário de Estado do Escritório Naval Imperial, pensava na embarcação como uma réplica da Classe Invincible, tendo canhões maiores, blindagem mais leve e velocidade elevada a fim de atuar como batedor para a frota e para destruir os cruzadores rápidos inimigos. Ele não tinha a intenção de usá-lo na linha de batalha principal. Entretanto, o imperador Guilherme II, junto com maioria dos outros membros do Escritório Naval Imperial, era a favor de incorporar o navio à linha de batalha após o contato inicial com o inimigo ter sido feito, o que exigiria uma blindagem mais pesada. Esta insistência na capacidade de lutar como parte da linha de batalha era uma consequência da inferioridade numérica da Marinha Imperial diante da Marinha Real Britânica. Propostas iniciais tinham uma bateria principal de armas de 305 a 343 milímetros, mas limitações financeiras forçaram o uso de canhões menores e mais baratos. As mesmas torres de artilharia duplas de 283 milímetros desenvolvida para os couraçados da Classe Nassau foram selecionadas para o "Cruzador F".
Muitas discordâncias sobre o projeto do navio foram resolvidas em uma conferência em setembro. Eickstedt argumentou que a construção deveria ser adiada para permitir alterações no projeto já que os testes para o sistema de proteção ainda não tinham sido finalizados. Ele também afirmou que canhões de 210 ou 240 milímetros seriam suficientes para penetrar a blindagem dos cruzadores de batalha britânicos. Entretanto, o contra-almirante August von Heeringen do Departamento Geral da Marinha disse que canhões de 283 milímetros eram necessários já que o navio deveria também enfrentar couraçados. O contra-almirante Eduard von Capelle, vice-diretor do Escritório Naval Imperial, afirmou que, dependendo dos resultados dos testes do sistema de proteção subaquático, o tamanho da bateria principal poderia ser reduzido para compensar o peso de aprimoramentos que poderiam ser feitos. Tirpitz rejeitou esta ideia, mesmo se isso exigisse um aumento do deslocamento para além das dezenove mil toneladas concordadas.
A equipe de projeto apresentou três arranjos do armamento para Guilherme no final de setembro: "1a" com duas torres duplas e quatro torres únicas, "2a" com quatro torres duplas e "5a" com três torres duplas e duas únicas. Todas tinham o armamento secundário em casamatas. O imperador aprovou o "2a", que foi refinado mais pela equipe de projeto, produzindo o "2b" ao mover uma das torres laterais para um arranjo en echelon que teoricamente permitiria que todos os canhões disparassem pela lateral, porém na prática a onda de choque impedia que isso ocorresse. O sistema de propulsão também foi alterado de motores de tripla expansão para turbinas a vapor, o que aumentaria a velocidade para 24 nós (44 quilômetros por hora). Isto produziu a variante "2a1", enquanto melhoramentos na proteção e aumento na potência resultaram na versão final "2c1".
Guilherme autorizou em 22 de junho de 1907 a construção do "Cruzador F", que seria chamado Von der Tann em homenagem ao barão Ludwig von der Tann-Rathsamhausen, militar da Guerra Franco-Prussiana. O contrato de construção foi firmado em 26 de setembro com a Blohm & Voss em Hamburgo. O custo do navio foi de 36,523 milhões de marcos, um aumento de 33 por cento em relação ao Blücher e o dobro do preço do cruzador blindado SMS Scharnhorst. Este aumento significativo de custo causou grandes problemas para a Marinha Imperial, pois as Leis Navais que regiam o programa de construção presumiam que os preços permaneceriam estáveis com o passar do tempo.

## Projeto

### Características

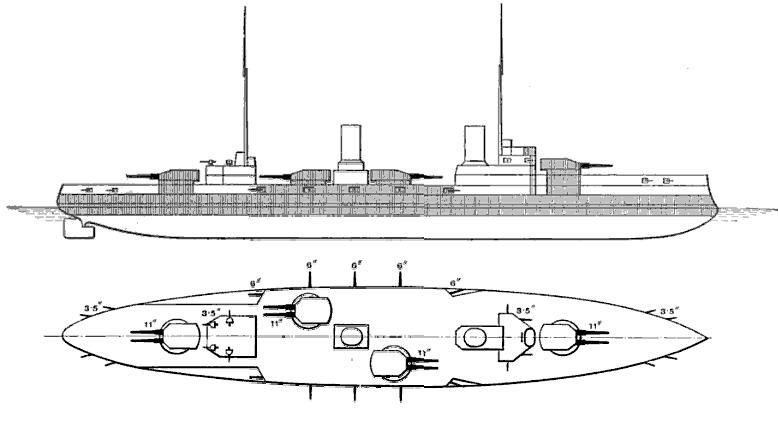
Desenho do Von der Tann

O Von der Tann tinha 171,5 metros de comprimento da linha de flutuação e 171,7 metros de comprimento de fora a fora. Tinha uma boca de 26,6 metros, mas que posteriormente aumentou para 27,17 metros com a instalação de redes antitorpedo. Seu calado era de 8,91 metros à vante e 9,17 metros à ré. O deslocamento normal era de 19 370 toneladas, enquanto o deslocamento carregado chegava a 21,3 mil toneladas. O casco foi construído com armações de aço tanto transversais quanto longitudinais e era subdividido em quinze compartimentos estanques, tendo também um fundo duplo que percorria 75 por cento do comprimento do navio.
Era considerada uma embarcação com boa navegabilidade e que demonstrava movimentos gentis, porém tinha uma leve tendência ardente. Era difícil de controlar enquanto navegava de ré. Perdia até sessenta por cento de sua velocidade e alteava em até oito graus com seu leme totalmente virado. Tanques antibalanço foram instalados durante a construção, mas estes mostraram-se ineficazes e reduziam o balanço em apenas 33 por cento. Quilhas de equilíbrio foram depois adicionadas para tentar melhorar a estabilidade, com o espaço anteriormente dedicado aos tanques antibalanço sendo usados para armazenar mais combustível. Desta forma, o Von der Tann podia carregar 180 toneladas a mais de carvão.
Os compartimentos da tripulação ficavam arranjados de tal modo que os oficiais ficavam acomodados no castelo de proa. Este arranjo foi considerado insatisfatório e não foi repetido em navios seguintes. O Von der Tann foi projetado para receber mastros de treliças, mas foi finalizado com dois mastros de poste tradicionais. Gáveas foram instaladas nos mastros em 1914 com o objetivo de observarem onde os projéteis caíam. Testes com hidroaviões foram realizados a bordo do navio em 1915, com um guindaste sendo colocado no convés da popa para içar a aeronave a bordo. As redes antitorpedo que tinham sido originalmente instaladas foram removidas no final de 1916.

### Propulsão
O Von der Tann foi o primeiro grande navio de guerra da Marinha Imperial a usar turbinas a vapor. Seu sistema de propulsão era composto por quatro turbinas a vapor arranjadas em dois conjuntos: duas turbinas de alta pressão que giravam as hélices externas e duas turbinas de baixa pressão que giravam as hélices internas. Cada hélice tinha três lâminas e 3,6 metros de diâmetro. As turbinas ficavam divididas em três salas de máquinas. O vapor para alimentá-las vinha de dezoito caldeiras de tubos d'água a carvão divididas em cinco salas de caldeiras. A exaustão das caldeiras era canalizada para duas chaminés bem espaçadas, uma à ré do mastro de vante e outra à meia nau.
Os motores tinham uma potência indicada de 42 mil cavalos-vapor (30,9 mil quilowatts) para uma velocidade máxima de 24 nós (44 quilômetros por hora). Entretanto, o navio excedeu em muito esses números durante seus testes marítimos, alcançando 79 009 cavalos-vapor (58 095 quilowatts) para 27,4 nós (50,7 quilômetros por hora). O Von der Tann chegou a alcançar uma velocidade média de 27 nós (cinquenta quilômetros por hora) por um período estendido durante uma viagem de Tenerife para a Alemanha, também conseguindo uma velocidade máxima de 28 nós (52 quilômetros por hora). Era o navio de guerra no estilo dreadnought mais rápido do mundo quando entrou em serviço. Foi projetado para carregar mil toneladas de carvão, mas era capaz de levar até 2,6 mil toneladas. Isto permitia uma autonomia de quatro mil milhas náuticas (8,1 mil quilômetros) a catorze nós (26 quilômetros por hora). Sua usina elétrica consistia em seis turbogeradores  que tinham uma produção total de 1,2 mil quilowatts a 225 volts.
O Von der Tann, assim como muitos navios capitais alemães, tinha problemas crônicos com carvão de baixa qualidade disponível para suas caldeiras. O capitão de mar Max Hahn, oficial comandante do navio, afirmou depois de uma ação de bombardeio litorâneo em 1914 que "a inadequação de nosso carvão e suas propriedades de queima resultam em nuvens de fumaça espessas e sinaliza nossa presença". A embarcação foi incapaz de manter o fogo em todas as suas caldeiras durante a Batalha da Jutlândia em 1916 devido ao carvão ruim. Vários outros navios sofreram as mesmas dificuldades na batalha, como os cruzadores de batalha SMS Seydlitz e SMS Derfflinger. Caldeiras que queimavam carvão foram suplementadas após 1916 com óleo combustível que deveria ser borrifado sobre o carvão, desta forma melhorando a taxa de combustão.

### Armamento

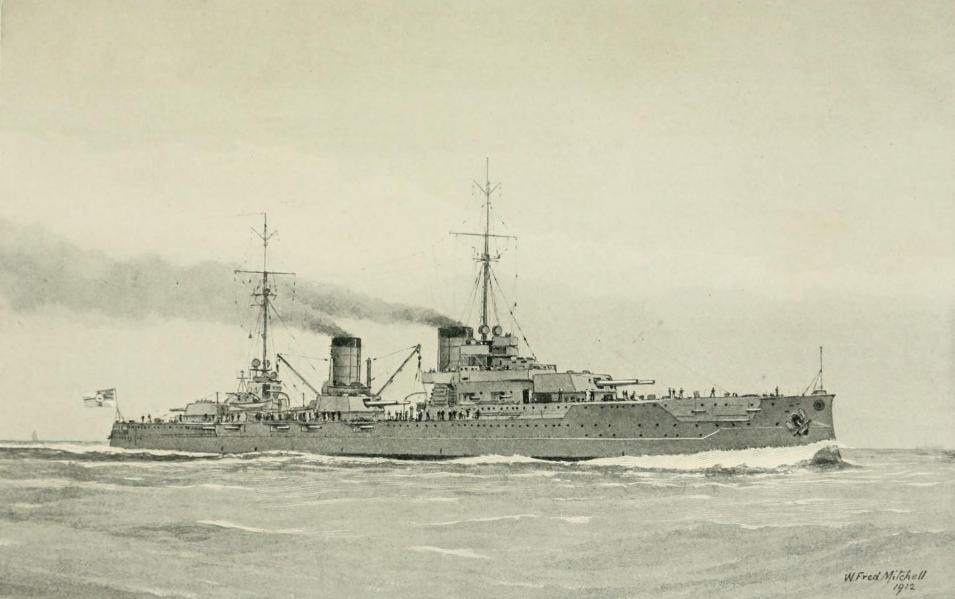
Desenho do Von der Tann em 1912 por William Frederick Mitchell

O armamento principal do Von der Tann consistia em oito canhões SK calibre 45 de 283 milímetros montados em quatro torres de artilharia duplas: duas à vante da superestrutura, duas à ré e duas laterais à meia-nau em um arranjo en echelon. As torres eram do tipo Drh.L C/1907 e eram giradas eletricamente, enquanto os canhões eram elevados hidraulicamente. As armas podiam elevar até vinte graus, o que permitia um alcance máximo de 18,9 quilômetros, mas uma reforma em 1915 aumentou o alcance para 20,4 quilômetros. Disparavam projéteis perfurantes de 302 quilogramas a uma velocidade de saída de 875 metros por segundo. As cargas de propelentes ficavam envoltas em cartuchos de latão. Um total de 660 projéteis eram armazenados em quatro depósitos de munição, cada um com 165 projéteis. O arranjo das torres de meia-nau era tal que elas teoricamente poderiam disparar para as duas laterais.
O navio também tinha uma bateria secundária poderosa de dez canhões SK calibre 45 de 149 milímetros em montagens giratórias MPL C/06 dentro de casamatas. Cada arma tinha à disposição 150 projéteis altamente explosivos e perfurantes. Inicialmente dispararam projéteis de 45,3 quilogramas a um alcance máximo de 13,5 quilômetros, mas após uma reforma em 1915 o alcance foi ampliado para 16,8 quilômetros. Também eram armados com dezesseis canhões SK calibre 45 de 88 milímetros para defesa contra barcos torpedeiros e contratorpedeiros. Estas armas ficavam em montagens giratórias do tipo MPL C/01-06 e tinham um carregamento total de 3,2 mil projéteis. Disparavam projéteis de nove quilogramas a uma cadência de tiro de quinze disparos por minuto para um alcance máximo de 10,7 quilômetros, o que era muito longe para uma arma tão pequena. Os canhões de 88 milímetros foram removidos em 1916 durante os reparos após a Batalha da Jutlândia, com suas aberturas tampadas. Dois canhões antiaéreos de 88 milímetros foram instalados na superestrutura de ré.
O Von der Tann, como era costume para os navios capitais da época, também foi equipado com quatro tubos de torpedo de 450 milímetros, tendo um carregamento de onze torpedos. Os tubos ficavam submersos e localizados na proa, popa e em cada lateral. Os torpedos tinham uma ogiva de 110 quilogramas de trinitrotolueno e duas configurações de alcance e velocidade: dois quilômetros a 32 nós (59 quilômetros por hora) ou 1,5 quilômetro a 36 nós (67 quilômetros por hora).

### Blindagem
A blindagem do Von der Tann era muito mais pesada do que os equivalentes britânicos porque foi ele projetado para lutar na linha de batalha. Sua blindagem era mais de duas mil toneladas mais pesada do que a da Classe Indefatigable, usando dez por cento a mais de seu peso total do que os adversários que enfrentou na Batalha da Jutlândia.
Sua blindagem era feita tanto de aço-níquel quanto de aço cimentado Krupp. O cinturão principal na linha de flutuação tinha entre oitenta e 120 milímetros de espessura à vante, 250 milímetros sobre a cidadela blindada e cem milímetros à ré. A torre de comando de vante era protegida por laterais de 250 milímetros, enquanto a torre de ré tinha laterais de duzentos milímetros. As torres de artilharia tinham frentes de 230 milímetros, laterais de 180 milímetros e tetos de noventa milímetros. O convés blindado principal tinha 25 milímetros, enquanto a parte inclinada nas laterais tinha cinquenta milímetros. Assim como o Blücher, sua proteção subaquática contra torpedos consistia em uma antepara de 25 milímetros. Esta estava a uma distância de quatro metros da parte externa do casco, com o espaço entre os dois sendo usado para armazenar carvão.

## Carreira

### Tempos de paz
O batimento de quilha do Von der Tann ocorreu em 21 de março de 1908 nos estaleiros da Blohm & Voss em Hamburgo e foi lançado ao mar quase um ano depois em 20 de março de 1909. Foi batizado durante a cerimônia de lançamento pelo general de infantaria Luitpold von der Tann-Rathsamhausen, sobrinho do homônimo do navio e então o comandante do III Real Corpo do Exército Bávaro. A embarcação deixou o estaleiro em maio de 1910 para que sua equipagem fosse finalizada no Estaleiro Imperial de Kiel. A Marinha Imperial sofria na época de uma escassez crônica de tripulações, assim os trabalhadores do estaleiro precisaram levar o navio para Kiel. Foi comissionado em 1º de setembro com uma tripulação composta em sua maior parte por homens do couraçado SMS Rheinland. Seu primeiro oficial comandante foi o capitão de mar Robert Mischke.

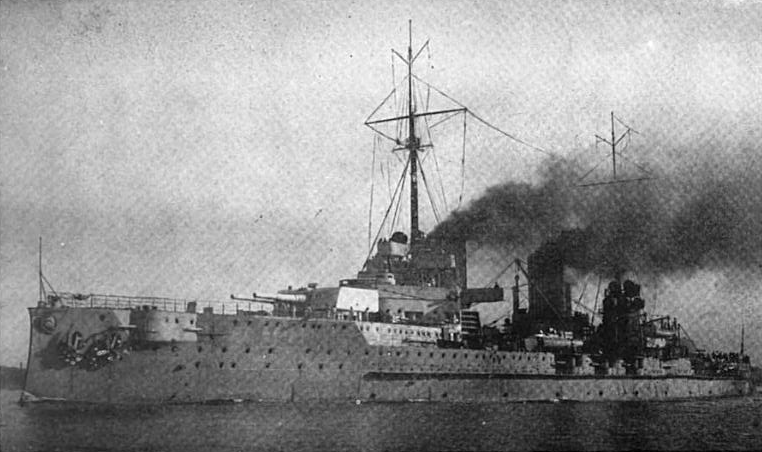
O Von der Tann em 1911

O Von der Tann partiu para a América do Sul logo depois de finalizar seus testes marítimos, deixando a Alemanha em 20 de fevereiro de 1911. Parou no caminho nas Ilhas Canárias. Chegou no Rio de Janeiro no Brasil em 14 de março, sendo visitado no local pelo presidente Hermes da Fonseca, seguindo então para Itajaí no dia 23. Durante este período navegou com o cruzador rápido SMS Bremen, que também estava na área. Navegou para Bahía Blanca na Argentina em 27 de março, onde muitos dos seus tripulantes desembarcaram para visitarem a cidade, com Mischke e seus oficiais visitando Buenos Aires no dia 30. Permaneceu no local até 8 de abril, quando voltou para o Brasil, chegando em Salvador seis dias depois. O Von der Tann partiu para casa em 17 de abril, chegando em Wilhelmshaven em 6 de maio. O objetivo principal da viagem era conseguir contratos armamentistas com países sul-americanos ao impressioná-los com o que era "amplamente divulgado como o mais rápido e poderoso navio de guerra flutuando na época".
O navio foi designado para o I Grupo de Reconhecimento da Frota de Alto-Mar dois dias depois de chegar. Foi para Flessingue nos Países Baixos em junho, onde embarcou Guilherme, Príncipe Herdeiro da Alemanha, e sua esposa Cecília para comparecem à coroação do rei Jorge V do Reino Unido. As cerimônias incluíram uma revista naval entre 20 e 29 de junho, com o Von der Tann representando a Alemanha. A embarcação depois levou Guilherme e Cecília de volta para casa. Retomou operações com a frota em agosto, tornando-se em 29 de setembro a capitânia do I Grupo de Reconhecimento. A unidade na época era comandada pelo vice-almirante Gustav Bachmann. O novo cruzador de batalha SMS Moltke substituiu o Von der Tann como capitânia em julho de 1912 enquanto este estava passando por manutenção nos motores. O capitão de mar Max Hahn substituiu Mischke em setembro. Brevemente serviu de capitânia para o contra-almirante Franz Hipper, vice-comandante da formação, entre 21 e 26 de setembro. Se transformou em 1º de outubro na capitânia do contra-almirante Felix Funke, 3ª Almirante das Forças de Reconhecimento. Funke foi transferido em 1º de março de 1914 para o comando da III Esquadra de Batalha, sendo substituído pelo capitão de mar Arthur Tapken, que logo foi promovido no dia 22 a contra-almirante.

### Primeira Guerra Mundial

#### Primeiras ações
A Primeira Guerra Mundial começou em julho de 1914 e a primeira grande incursão do Von der Tann foi em agosto na Batalha da Angra da Heligolândia. A embarcação estava na angra de Wilhelmshaven durante o início do confronto e recebeu às 8h20min ordens para partir e prestar auxílio os cruzadores rápidos alemães sob ataque. Hipper pediu às 8h50min ao almirante Friedrich von Ingenohl, comandante da Frota de Alto-Mar, permissão para enviar o Von der Tann e o Moltke para o resgate dos cruzadores.
O navio estava pronto para zarpar às 10h15min, mais de uma hora antes dos cruzadores de batalha britânicos chegarem na batalha. Entretanto, não pode sair pela maré baixa, que impedia que os navios passassem por um banco de areia na foz do estuário do rio Jade. O Von der Tann e o Moltke finalmente conseguiram sair às 14h10min e Hipper ordenou que os cruzadores rápidos recuassem em direção aos dois cruzadores de batalha, enquanto Hipper estava aproximadamente uma hora atrás no cruzador de batalha SMS Seydlitz. O SMS Strassburg, SMS Stettin, SMS Frauenlob, SMS Stralsund e SMS Ariadne, os cruzadores rápidos sobreviventes, se encontraram com o Von der Tann e o Moltke às 14h25min. O Seydlitz chegou às 15h10min, mas o Ariadne estava muito danificado e afundou. Os três cruzadores de batalha avançaram cautelosamente em uma busca infrutífera pelos dois navios que faltavam, o SMS Mainz e SMS Cöln. A flotilha alemã deu a volta às 16h00min e chegaram no estuário do Jade por volta das 20h23min.
A embarcação participou mais tarde do mesmo ano em um ataque contra Great Yarmouth. O Von der Tann partiu do estuário do Jade às 16h30min de 2 de novembro na companhia do Seydlitz, Moltke, Blücher e dos cruzadores rápidos Strassburg, Stralsund, SMS Graudenz e SMS Kolberg em direção do litoral britânico a fim de estabelecerem campos minados. Duas esquadras de couraçados da Frota de Alto-Mar partiram às 18h00min a fim de proporcionarem suporte. A força inicial sob o comando de Hipper virou para o norte em arco com o objetivo de evitar a Heligolândia e os submarinos britânicos na área, então aumentando a velocidade para dezoito nós. Os cruzadores de batalha avistaram o draga-minas HMS Halcyon às 6h30min da manhã seguinte e abriram fogo, o que atraiu a atenção do contratorpedeiro HMS Lively. Hipper percebeu que estava perdendo seu tempo e não os perseguiu para um conhecido campo minado inimigo, assim deu ordem para que seus navios voltassem para o mar. As embarcações dispararam várias vezes contra Yarmouth enquanto davam a volta, mas sem causar muitos danos. Os alemães já tinham voltado para casa quando o Almirantado Britânico soube do que estava acontecendo.

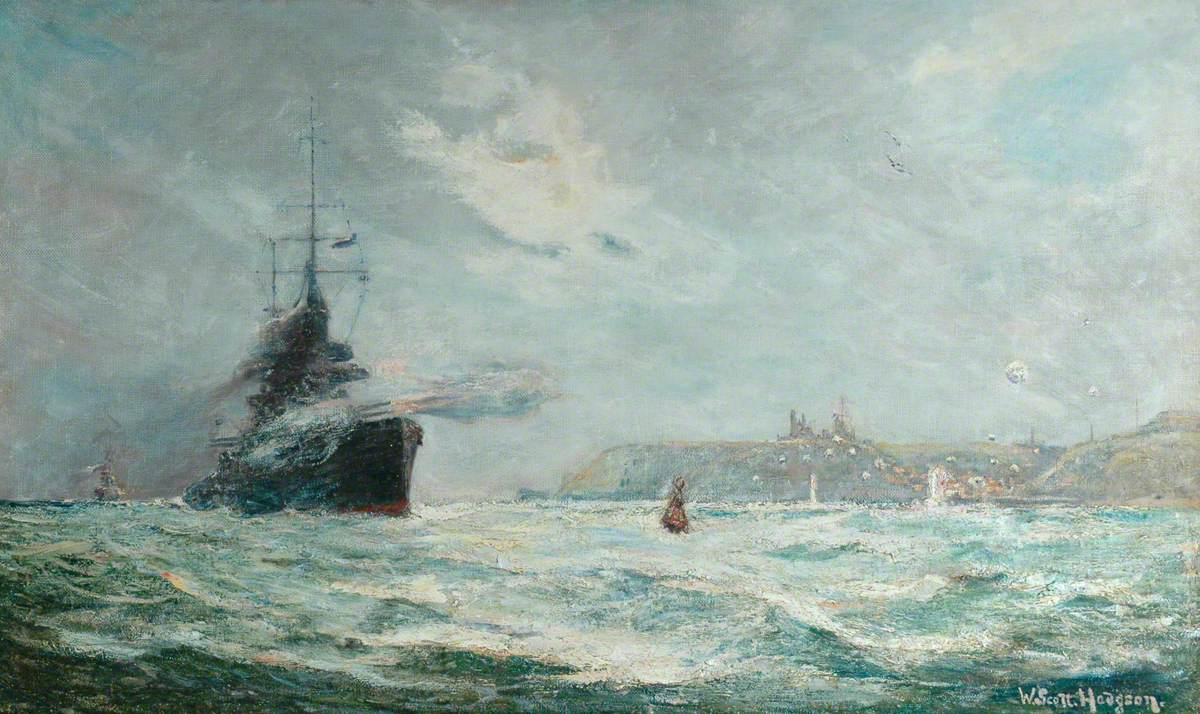
Pintura de William Scott Hodgson do Derfflinger e Von der Tann bombardeando Whitby

No mês seguinte o navio participou de um bombardeio litorâneo contra Scarborough, Hartlepool e Whitby. Este ataque tinha a intenção de atrair uma parte da Grande Frota britânica para que pudesse ser destruída, assim toda a Frota de Alto-Mar estava dando suporte. O Von der Tann estava sob manutenção no início de dezembro e assim toda a operação foi adiada em vários dias, pois Ingenohl não estava disposto a enviar o I Grupo de Reconhecimento sem que estivesse com força total. O I Grupo, junto com o II Grupo de Reconhecimento, composto pelo Kolberg, Strassburg, Stralsund e Graudenz, mais duas flotilhas de barcos torpedeiros, partiram às 3h20min de 15 de dezembro. As embarcações navegaram para o norte por canais nos campos minados, passando pela Heligolândia e o Recife de Horns, momento que então viraram para o oeste em direção do litoral britânico. As esquadras de batalha da Frota de Alto-Mar partiram durante a tarde do dia 15. O corpo principal encontrou contratorpedeiros britânicos à noite, com Ingenohl ordenando uma retirada por medo de um ataque de torpedos noturno.
Os cruzadores de batalha se dividiram: o Seydlitz, Moltke e Blücher foram bombardear Hartlepool, enquanto o Von der Tann e o SMS Derfflinger foram atacar Scarborough e Whitby. Estes destruíram estações da guarda costeira em ambas as cidades, mais uma estação de sinalização em Whitby. Os dois grupos se reencontraram às 9h45min do dia 16 e começaram a recuar para o leste. Hipper não sabia que Ingenohl rinha recuado e assim deu a volta com o objetivo de se encontrar com o resto da frota. Nesta altura, os cruzadores de batalha britânicos estavam posicionados para bloquear a rota dos alemães, enquanto outras forças estavam à caminho para finalizar o cerco. O II Grupo de Reconhecimento começou a passar pelas forças britânicas às 12h25min enquanto procuravam pelo I Grupo. Um dos navios britânicos da 2ª Esquadra de Cruzadores Rápidos avistou o Stralsund e enviou um relatório ao contra-almirante sir David Beatty, o comandante da 1ª Esquadra de Cruzadores de Batalha. Esta mudou seu curso em direção dos alemães, com Beatty presumindo que os cruzadores rápidos eram a escolta avançada dos cruzadores de batalha, mas na verdade Hipper estava cinquenta quilômetros à frente. A 2ª Esquadra de Cruzadores Rápidos foi destacada para perseguir o II Grupo de Reconhecimento, mas sinalizações mal interpretadas dos cruzadores de batalha a fez voltar para sua posição de escolta. Esta confusão permitiu que os cruzadores rápidos alemães escapassem e alertassem Hipper sobre os cruzador de batalha inimigos. O I Grupo de Reconhecimento foi para o nordeste da força britânica e então escaparam.

#### Yarmouth e Lowestoft
O Von der Tann estava passando por reformas no final de janeiro de 1915 na época da Batalha de Dogger Bank, assim não participou da ação. Foi substituído pelo Blücher, que foi afundado no confronto. Um destacamento de tripulantes do Von der Tann que tinha sido enviado ao Blücher afundou com o navio. O cruzador de batalha participou de algumas operações no Mar Báltico em 1915. Bombardeou a ilha de Utö em 10 de agosto, entrando em um duelo de artilharia com o cruzador blindado russo Admiral Makarov. Também enfrentou o cruzador blindado Bayan e cinco contratorpedeiros, sendo atingido por um projétil que perfurou uma chaminé, mas isto não causou danos significativos. O Von der Tann participou entre 3 e 4 de fevereiro de 1916 de um avanço com o resto da frota para recepcionar o corsário SMS Möwe. Neste mesmo mês o capitão de mar Hans Zenker substituiu Hahn como o oficial comandante. O navio esteve presente em surtidas em 5 a 7 de março, 17 de abril, 21 a 22 de abril e 5 de maio.

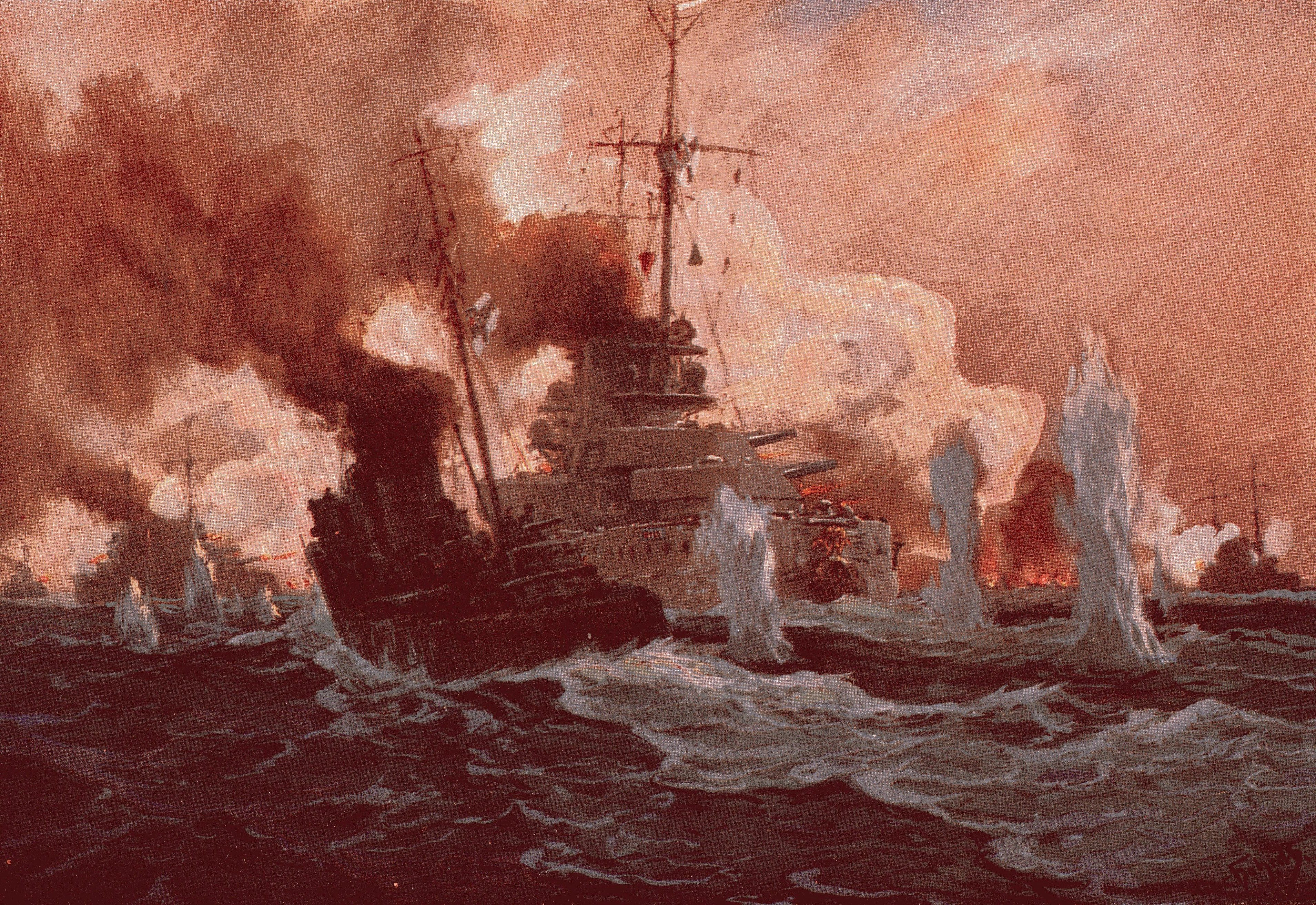
Pintura de Hans Bohrdt dos cruzadores de batalha alemães bombardeando Lowestoft

A embarcação participou em abril de um ataque contra as cidades de Yarmouth e Lowestoft. Hipper estava de licença médica, assim os navios alemães ficaram sob o comando do contra-almirante Friedrich Boedicker. Os cruzadores de batalha Derfflinger, SMS Lützow, Moltke, Seydlitz e Von der Tann deixaram o estuário do Jade às 10h55min do dia 24 e tinham o apoio de seis cruzadores rápidos e duas flotilhas de barcos torpedeiros. O resto da Frota de Alto-Mar partiu às 13h40min com o objetivo de dar suporte distante. O Almirantado Britânico soube da surtida alemã pela interceptação de sinais sem fio, enviando a Grande Frota às 15h50min.
Os navios de Boedicker chegaram em uma posição ao norte de Norderney às 14h00min, momento em que viraram para o norte a fim de evitar observadores neerlandeses posicionados na ilha de Terschelling. O Seydlitz bateu em uma mina naval às 15h38min; isto abriu um buraco de quinze metros no casco à ré do tubo de torpedo de estibordo e permitiu que 1,4 mil toneladas de água entrassem no navio. Ele precisou recuar a uma velocidade de quinze nós com a companhia dos cruzadores rápidos. Os quatro cruzadores de batalha restantes foram imediatamente para o sul em direção de Norderney para evitarem mais minas. O Seydlitz ficou fora de perigo às 16h0min e parou para que Boedicker pudesse desembarcar. O barco torpedeiro SMS V28 o levou para o Lützow.
Os cruzadores de batalha estavam se aproximando de Lowestoft às 4h50min de 25 de abril quando os cruzadores rápidos SMS Rostock e SMS Elbing, que estavam dando cobertura ao flanco sul, avistaram os cruzadores rápidos e contratorpedeiros britânicos da Força de Harwich. Boedicker se recusou a ser distraído e em vez disso ordenou que as embarcações mirassem na cidade. As duas baterias litorâneas de 152 milímetros foram destruídas, assim como outras instalações. Zenker escreveu mais tarde:
| “ | Bruma sobre o mar e fumaça dos navios à vante tornou difícil para nós identificar alvos enquanto nos dirigíamos para Lowestoft. Mas depois de virarmos [para o norte], o Empire Hotel nos ofereceu um amplo marco para um bombardeio eficaz. Abrimos fogo às 5h11min com nossos calibre grandes e médios sobre obras portuárias e pontes giratórias. Os disparos ficaram bons depois de alguns "curtos". Foram relatados da ponte posterior um incêndio na cidade, e de outro ponto de vista uma grande explosão na entrada [do porto]. | ” |

Os alemães foram para o norte às 5h20min em direção de Yarmouth, chegando apenas 22 minutos depois. A visibilidade no local era ruim e assim os navios dispararam uma salva cada, com exceção do Derfflinger, que disparou catorze projéteis de sua bateria principal. Eles então viraram para o sul e às 5h47min encontraram a Força de Harwich uma segunda vez, que até este momento estava enfrentando os seis cruzadores rápidos alemães da força de escolta. Os cruzadores de batalha abriram fogo a uma distância de doze quilômetros. Os britânicos imediatamente mudaram de rumo e fugiram para o sul, mas não antes do cruzador rápido HMS Conquest ser seriamente danificado. Boedicker interrompeu a perseguição por receber relatos da presença de submarinos e ataques de torpedo, virando para leste em direção da Frota de Alto-Mar. Nesta altura, o vice-almirante Reinhard Scheer, o comandante da Frota de Alto-Mar, já tinha sido avisado da surtida da Grande Frota e assim mudou de rumo para voltar para a Alemanha.

#### Batalha da Jutlândia

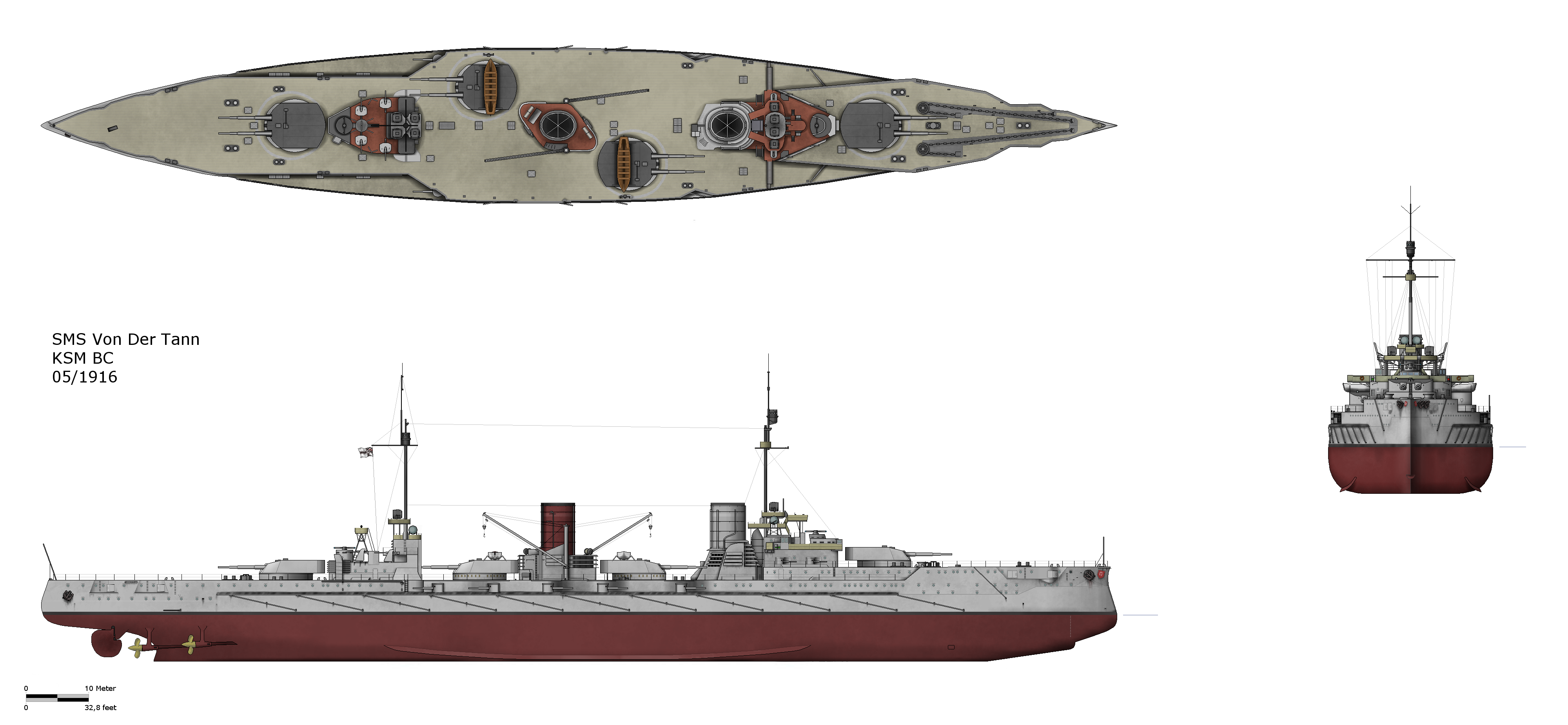
Configuração do Von der Tann durante a Batalha da Jutlândia

O Von der Tann participou da Batalha da Jutlândia como parte do I Grupo de Reconhecimento sob o comando de Hipper. O navio era o último dos cinco cruzadores de batalha da linha alemã. Eles encontraram a 1ª Esquadra de Cruzadores de Batalha de Beatty pouco antes das 16h00min CET de 31 de maio de 1916, com os alemães abrindo fogo primeiro a uma distância de aproximadamente catorze quilômetros. O Von der Tann disparou a primeira vez contra o cruzador de batalha HMS Indefatigable às 16h49min, acertando em catorze minutos cinco projéteis de 52 disparados. Um destes projéteis fez o Indefatigable explodir e afundar; um observador a bordo do cruzador de batalha HMS New Zealand, que estava diretamente à vante, depois afirmou que "o Indefatigable foi atingido por dois projéteis de Von der Tann, um na torre de artilharia de vante. Os dois pareceram explodir no impacto. O navio explodiu depois de um intervalo de trinta segundos. Pedaços em chamas foram seguidos por uma fumaça densa que o obscureceu de vista".
Beatty deu a volta ao mesmo tempo que os couraçados da 5ª Esquadra de Batalha chegaram, com estes abrindo fogo a uma distância de dezessete quilômetros. O Von der Tann e o Moltke, os dois últimos navios da linha, ficaram sob fogo dos três couraçados da vanguarda. As embarcações alemãs começaram a ziguezaguear para escapar dos disparos britânicos. Às 17h09min, seis minutos depois da destruição do Indefatigable, o Von der Tann foi atingido por um projétil de 381 milímetros disparado pelo couraçado HMS Barham. Este acertou abaixo da linha de flutuação e deslocou uma seção do cinturão de blindagem, fazendo com que seiscentas toneladas de água entrassem no navio. O acerto também danificou temporariamente os equipamentos de direção que, combinado com o ziguezague, fez o Von der Tann sair de linha para bombordo. O problema foi rapidamente consertado, permitindo que ele voltasse para a formação antes que se aproximasse mais dos couraçados inimigos.

Movimentos britânicos (azul) e alemães (vermelho) na Batalha da Jutlândia

Um projétil de 343 milímetros disparado pelo cruzador de batalha HMS Tiger acertou a barbeta da primeira torre de artilharia do Von der Tann às 17h20min. Um pedaço de blindagem foi deslocado de dentro da torre e acertou os equipamentos que faziam a torre girar, emperrando-a em 120 graus e deixando-a fora de ação pelo restante da batalha. Foi atingido pelo Tiger novamente três minutos depois, desta vez próximo da quarta torre de artilharia, matando seis tripulantes. O projétil penetrou o convés e criou destroços suficientes para impedir a torre de girar, enquanto a sala de máquinas do leme de estibordo foi destruída. A torre ficou fora de ação até que os destroços entortados pudessem ser cortados. Fumaça de um incêndio de projéteis de treino que estavam guardados abaixo da torre obscureceram o navio. Seções da rede antitorpedo foram arrancadas e arrastadas atrás da embarcação, sendo cortadas antes que pudessem se enrolar nas hélices. O New Zealand, que também estava atacando o Von der Tann depois da destruição do Indefatigable, perdeu seu alvo de vista e passou a disparar contra o Moltke. A distância do Von der Tann para o Barham tinha diminuído às 17h18min para dezesseis quilômetros, com o navio alemão abrindo fogo contra o britânico, acertando-o pela primeira vez às 17h23min. Entretanto, o Von der Tann disparou apenas 24 projéteis contra o couraçado antes de precisar voltar a atacar o New Zealand, pois suas torres únicas torres de artilharia ainda operacionais não conseguiam mirar no Barham.
A última torre de artilharia operacional emperrou às 18h15min, deixando o Von der Tann sem seu armamento principal. A embarcação mesmo assim permaneceu na linha de batalha para distrair os britânicos. O navio foi capaz de se movimentar de maneira errática sem seus canhões principais e evitar os disparos inimigos. Sua velocidade caiu de 26 para 23 nós (48 para 43 quilômetros por hora) às 18h53min. A quarta torre de artilharia foi consertada mais de uma hora e meia depois de ter sofrido dificuldades mecânicas. O Von der Tann foi atingido pela quarta e última vez às 20h19min por um projétil de 381 milímetros do couraçado HMS Revenge que caiu à ré da torre de comando. Estilhaços penetraram a torre de comando e mataram um oficial e os dois operadores de telêmetro, também ferindo todos os outros tripulantes no local. Fragmentos e outros estilhaços entraram no duto de ventilação e no condensador, derrubando as luzes do navio. A segunda torre de artilharia voltou a funcionar às 20h30min, seguida às 21h00min pela terceira torre. Entretanto, estas duas sofreram mais dificuldades mecânicas que as tirou de ação pelo restante da batalha.
Hipper transferiu sua capitânia do Seydlitz para o Moltke e ordenou aproximadamente às 22h15min que os cruzadores de batalha aumentassem a velocidade para vinte nós e alinhassem à ré da linha principal. O Von der Tann e o Derfflinger não conseguiam navegar mais rápido que dezoito nós, o primeiro por sujeira nas caldeiras e o segundo por danos de batalha. Os dois assumiram posição à ré da II Esquadra de Batalha e depois receberam a companhia dos pré-dreadnoughts SMS Schlesien e SMS Schleswig-Holstein às 0h05min de 1º de junho. O contratorpedeiro HMS Moresby lançou um torpedo contra a linha alemã às 3h37min que passou muito próximo da proa do Von der Tann, forçando o navio a virar bruscamente para estibordo a fim de não ser atingido. Hipper enviou em relatório a Scheer às 3h55min informado dos enormes danos que os cruzadores de batalha tinham sofrido: o Von der Tann e o Derfflinger tinham apenas dois canhões funcionando, o Moltke estava inundado com mil toneladas de água, o Seydlitz estava seriamente danificado e o Lützow naufragado. Hipper relatou que o "I Grupo de Reconhecimento portanto não tinha mais qualquer valor para um confronto sério e consequentemente foi direcionado a voltar ao porto pelo comandante, enquanto ele próprio esperava desenvolvimentos próximos do Recife de Horns com a frota de batalha".
Duas das torres de artilharia do Von der Tann foram incapacitadas por acertos e as outras duas por falhas mecânicas. Estava disparando tão rápido que os canhões das torres de meia-nau superaquecerem e emperraram seus mecanismos de recuo. O navio ficou sem sua bateria principal por onze horas, porém três torres voltaram a ficar operacionais pouco antes do fim da batalha; a quarta torre só voltou a funcionar depois de metal entortado por maçaricos de oxiacetileno, mas os canhões só podiam ser operados manualmente. O Von der Tann sofreu onze mortos e 35 feridos, tendo disparado no decorrer da batalha 170 projéteis de 283 milímetros e 98 de 149 milímetros.

#### Últimas ações
O navio ficou sob reparos de 2 de junho a 29 de julho. Ao voltar participou em várias surtidas infrutíferas. Durante a primeira, entre 18 e 19 de agosto, era junto com o Moltke os únicos cruzadores de batalha em condições de navegar, assim os couraçados SMS Markgraf, SMS Grosser Kurfürst e SMS Bayern foram designados para o I Grupo de Reconhecimento. Eles deveriam bombardear Sunderland em uma tentativa de atrair e afundar os cruzadores de batalha britânicos. Scheer e o resto da Frota de Alto-Mar viriam depois para dar cobertura. Os britânicos sabiam dos planos alemães e partiram com a Grande Frota para encontrá-los. Scheer foi avisado às 14h35min sobre a aproximação da Grande Frota e, indisposto a arriscar enfrentar todo o poderio britânico apenas alguns meses depois da Batalha da Jutlândia, deu a volta e retornou para a Alemanha.
Mais surtidas foram realizadas entre 25 e 26 de setembro, 18 a 19 de outubro, 23 a 24 de outubro e também entre 23 e 24 de março de 1917, mas nenhuma resultou em uma ação contra a frota britânica. Zenker foi substituído do comando do Von der Tann em abril pelo capitão de mar Konrad Mommsen. O navio serviu de capitânia para o contra-almirante Ludwig von Reuter durante um avanço para a Noruega entre 23 e 25 de abril de 1918, depois novamente em uma surtida de 8 a 9 de julho.

### Fim de carreira

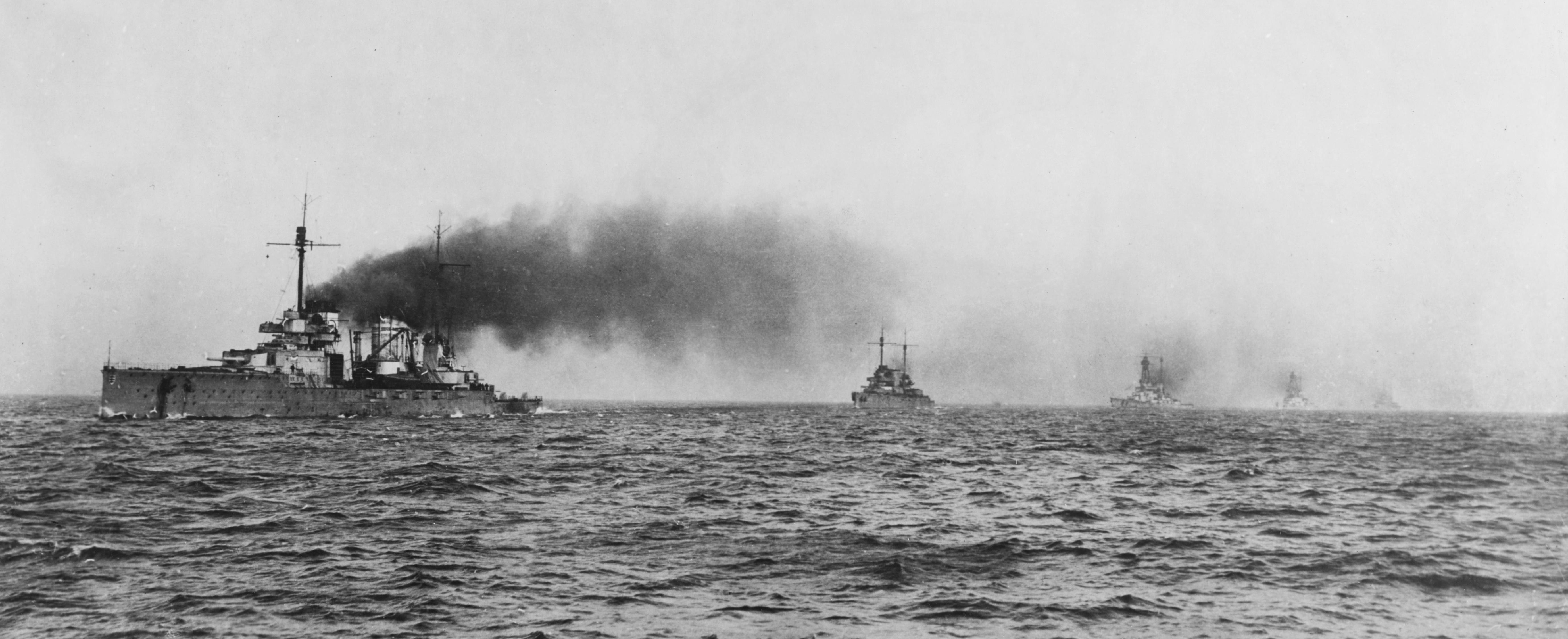
O Seydlitz, Moltke,, Derfflinger e Von der Tann seguindo para serem internados em Scapa Flow

O Von der Tann teria participado de uma última ação no final de outubro de 1918, dias antes do armistício entrar em vigor. A maior parte da Frota de Alto-Mar teria feito uma surtida de sua base em Wilhelmshaven com o objetivo de enfrentar a Grande Frota. Scheer, nesta altura Chefe do Estado-Maior Naval, queria infligir o máximo de danos possíveis à Marinha Real Britânica com o objetivo de deixar a Alemanha em melhor posição de barganha, não importando as perdas. Entretanto, muitos dos marinheiros estavam cansados da guerra e acharam que a operação iria atrapalhar o processo de paz e prolongar o conflito. Os marinheiros começaram a deserdar em massa enquanto a Frota de Alto-Mar se reunia em Wilhelmshaven. Aproximadamente trezentos tripulantes do Von der Tann e Derfflinger pularam para fora e desapareceram em terra enquanto os navios passavam pelas eclusas que separavam a enseada interior da rada de Wilhelmshaven. A ordem para partir no dia seguinte foi dada 29 de outubro, mas naquela mesma noite marinheiros do couraçado SMS Thüringen se amotinaram, seguidos por aqueles de várias outras embarcações. A agitação forçou Scheer e Hipper a cancelarem a operação. O imperador, ao ser informado da situação, exclamou que "Eu não tenho mais uma marinha".
A Alemanha foi derrotada em meados de novembro e a maior parte da Frota de Alto-Mar, sob o comando de Reuter, foi internada na base britânica de Scapa Flow. O almirante Adolf von Trotha, antes da partida dos navios, deixou claro para Reuter que ele não deveria permitir que as embarcações fossem tomadas pelos Aliados sob qualquer circunstância. A frota se encontrou com o cruzador rápido HMS Cardiff, que liderou os alemães para o encontro de uma frota aliada que os escoltaria até Scapa Flow. Esta enorme frota era composta por aproximadamente 370 navios britânicos, estadunidenses e franceses. Os canhões das embarcações alemãs foram inutilizados pela remoção de seus bloqueios de culatra, com as tripulações sendo reduzidas para duzentos oficiais e marinheiros. O comando do Von der Tann ficou sob o capitão-tenente Karl-Friedrich Wollanke. Um conselho de marinheiros foi formado a bordo e este assumiu o controle completo e ditatorial do navio durante seu período internado.
A frota permaneceu em cativeiro enquanto se desenrolavam as negociações do Tratado de Versalhes. Reuter acreditava que os britânicos tomariam os navios em 21 de junho de 1919, que era o prazo limite para a Alemanha assinar o tratado. Entretanto, ele não sabia que o prazo tinha sido estendido em dois dias, assim ordenou que as embarcações fossem deliberadamente afundadas no dia 21. A frota britânica deixou Scapa Flow naquela manhã para realizar manobras de treinamentos, assim Reuter enviou a ordem de afundamento aos navios às 11h20min. O Von der Tann afundou duas horas e quinze minutos depois. A empresa de salvamento do empresário Ernest Cox garantiu em 1924 os direitos para recuperar os destroços de vários dos navios alemães naufragados em Scapa Flow. Três trabalhadores quase foram mortos enquanto preparavam o Von der Tann para ser reflutuado quando seus maçaricos de oxiacetileno causaram uma grande explosão. Esta abriu buracos na embarcação ainda submersa e permitiu que água entrasse em um compartimento que tinha sido esvaziado com ar comprimido. O compartimento tinha inundado quase completamente quando os homens foram resgatados, com a água já tendo alcançado seus pescoços. O Von der Tann foi reflutuado em 7 de dezembro de 1930, sendo desmontado em Rosyth pela Alloa Shipbreaking Company a partir de 1931.